# Aixovall
Aixovall is een plaats in Andorra in de parochie Sant Julià de Lòria. De plaats, of beter gezegd, gehucht, ligt in het zuidwesten van het land, in de Pyreneeën. De plaats heeft zijn meeste faam te danken aan het voetbalstadion dat er te vinden is, namelijk het nationale stadion van het Andorrees voetbalelftal, het Estadi Comunal d'Aixovall.
Quarts: Aixirivall · Aubinyà · Bixessarri · Fontaneda · Nagol · Sant Julià de Lòria

Overige kernen: Aixovall · Certers · Juverri · La Muxella · Les Pardines · Llumeneres · Mas d'Alins